# Tesalia (ort)
Tesalia är en ort i Colombia.   Den ligger i departementet Huila, i den centrala delen av landet, 300 km sydväst om huvudstaden Bogotá. Tesalia ligger 830 meter över havet och antalet invånare är 3 981.
Terrängen runt Tesalia är varierad. Runt Tesalia är det ganska glesbefolkat, med 32 invånare per kvadratkilometer. Tesalia är det största samhället i trakten. Omgivningarna runt Tesalia är huvudsakligen savann.